# Sosna Coultera
Sosna Coultera (Pinus coulteri D. Don) – gatunek drzewa iglastego z rodziny sosnowatych (Pinaceae Lindl.). Sosna Coultera występuje naturalnie na półkuli północnej, w Meksyku (Kalifornia Dolna) i USA (Kalifornia).
Łacińska nazwa gatunku pochodzi od Thomasa Coultera, irlandzkiego botanika i lekarza.

## Morfologia
PokrójKorona drzewa rozpostarta, nieregularna.
PieńOsiąga do 24 m wysokości i 1 m średnicy, prosty lub pokrzywiony. Kora szaro-brązowa do prawie czarnej, głęboko spękana.
LiścieIgły zebrane po 3 na krótkopędach, długości 15–30 cm i średnicy 2 mm. Lekko rozpostarte, nie opadające, proste lub delikatnie skrzywione, skręcone.
SzyszkiSzyszki męskie jajowate do cylindrycznych, o długości do 2,5 cm, pomarańczowo-brązowe. Szyszki żeńskie masywne i ciężkie, wąsko jajowate przed otwarciem, jajowato-cylindryczne po otwarciu. Dojrzałe osiągają długość 20–35 cm, są żywiczne, blado żółto-brązowe. Nasiona o długości 15–22 mm, ciemnobrązowe, opatrzone skrzydełkiem długości 25 mm.

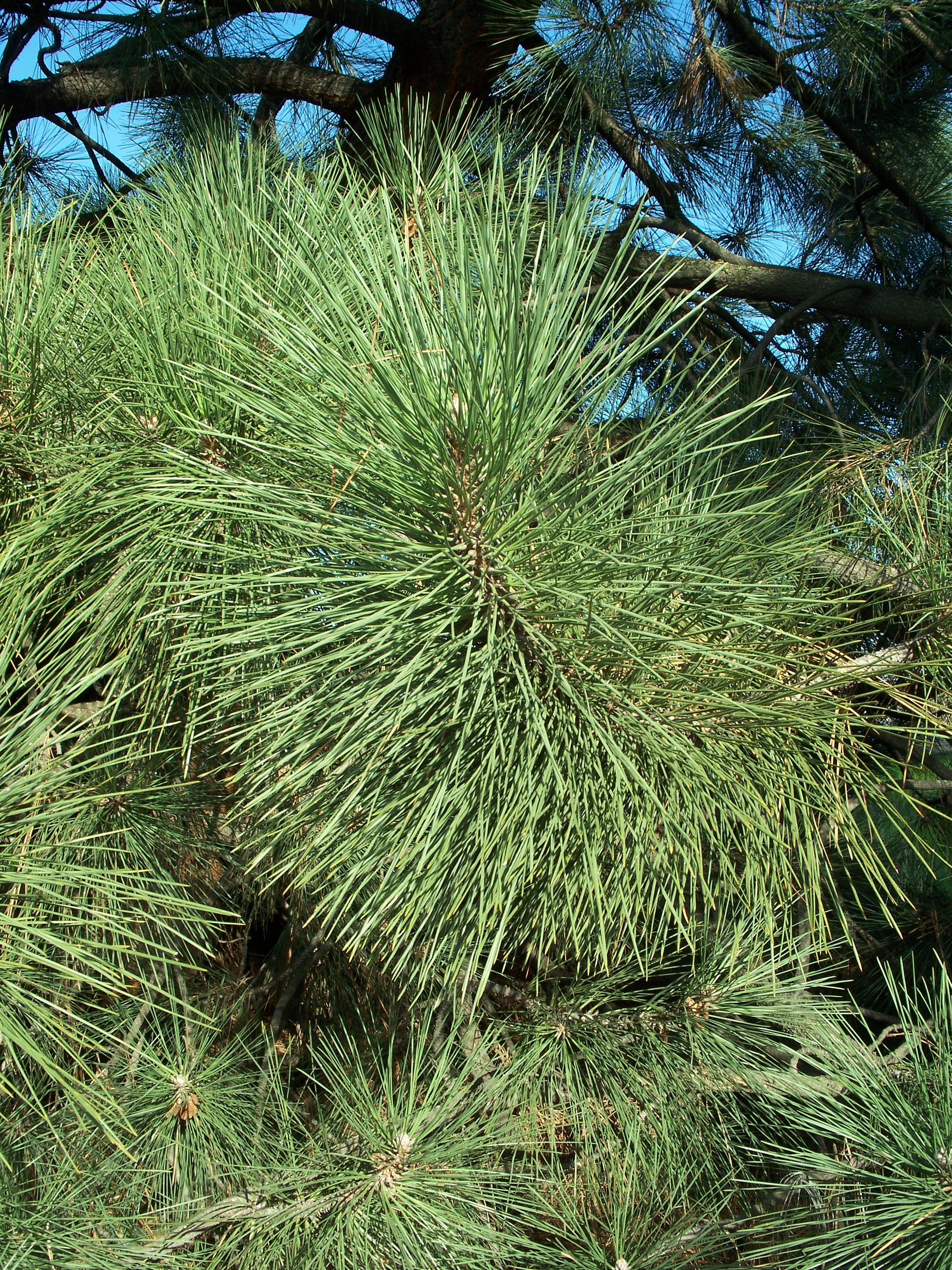
Liście
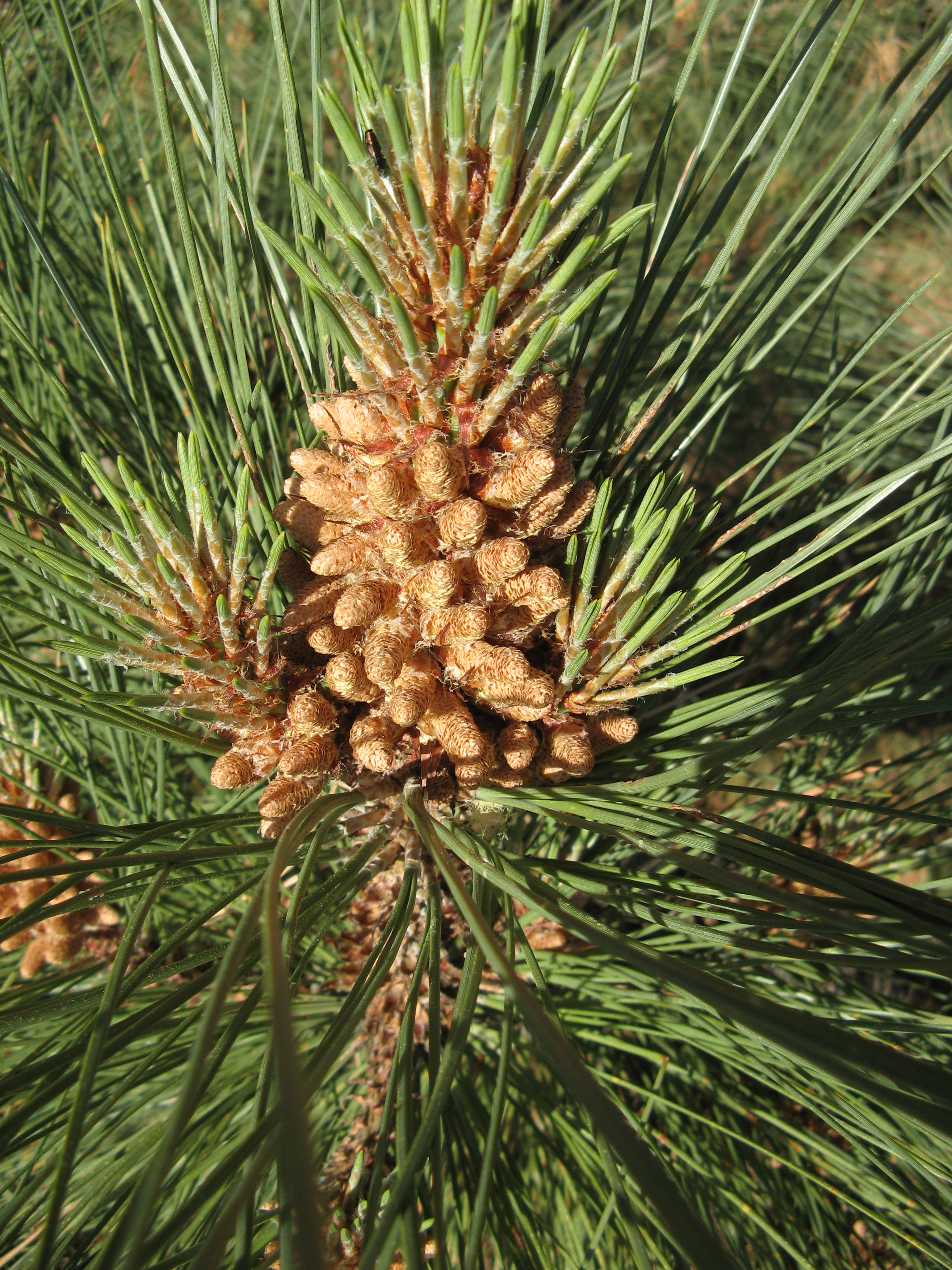
Szyszki męskie
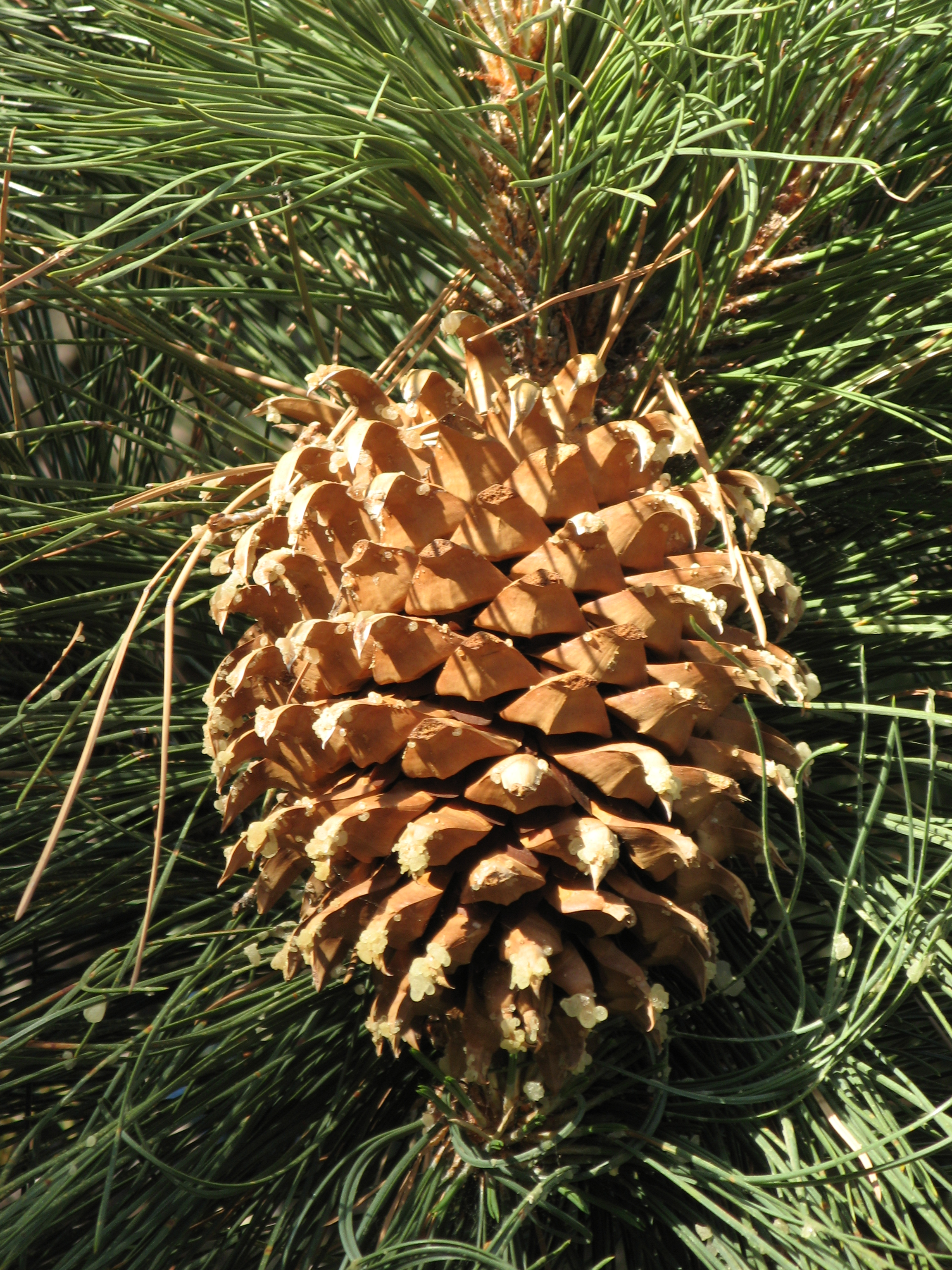
Szyszka nasienna
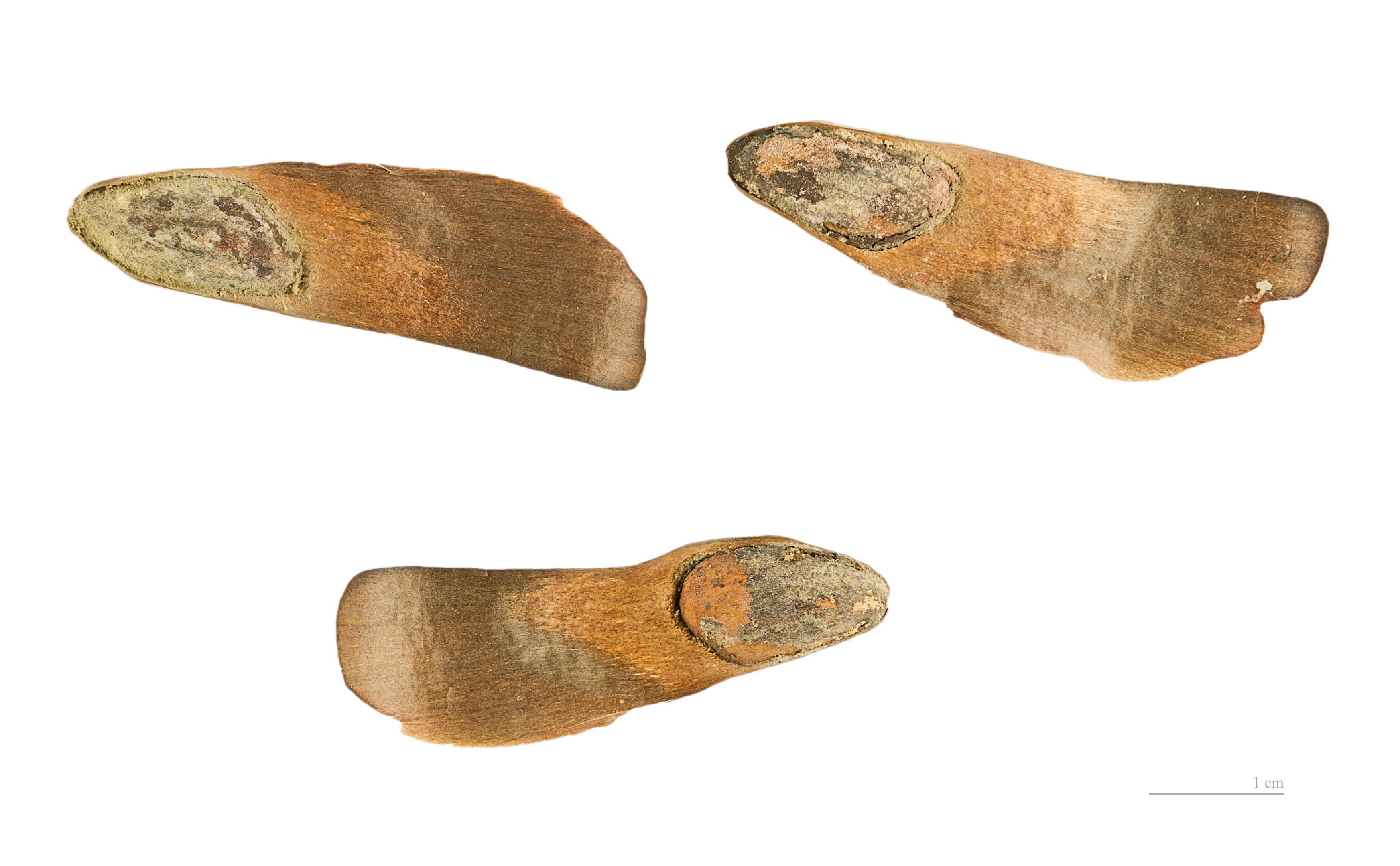
Nasiona

## Biologia i ekologia
Igły opadają po 3–4 latach. Szyszki nasienne dojrzewają w ciągu 2 lat.
Występuje na suchych, skalistych zboczach, płaszczyznach i graniach. Preferuje południowe stoki na wysokości 200–2300 m n.p.m. Najczęściej występuje w lasach mieszanych, współtworzy wiele zespołów roślinności leśnej. Na wyższych położeniach leśnych w górach San Jacinto Mountains tworzy razem z dębem Quercus kelloggii lasy dębowo-sosnowe.
Sosna Coultera jest przystosowana do pożarów lasu i częściowo zależna od ich występowania.

## Systematyka i zmienność
Pozycja gatunku w obrębie rodzaju Pinus:
- podrodzaj Pinus
  - sekcja Trifoliae
    - podsekcja Ponderosae
      - gatunek P. coulteri

## Zagrożenia
Roślina umieszczona w Czerwonej księdze gatunków zagrożonych, początkowo w grupie gatunków najmniejszej troski z kategorią zagrożenia LC (lest concern). Przy kolejnej ocenie stopnia zagrożenia gatunek został sklasyfikowany do wyższej kategorii NT (near threatened). Zasięg sosny Coultera jest niewielki (816 km²) a populacje bardzo rozczłonkowane. W połączeniu z rosnącą dominacją na tym obszarze gatunków drzew mniej odpornych na pożary lasu, może to prowadzić do zmniejszania liczebności populacji i zwiększania stopnia zagrożenia tego gatunku.